# Jean-Remy de Chestret
Ne doit pas être confondu avec Jean-Rémy de Chestret.
Jean-Remy de Chestret (Liège, 1739 - Paris, 1809) fut bourgmestre de Liège en 1784 et 1789, l'un des chefs de la révolution liégeoise et sénateur français.

## Biographie
Sa famille était originaire du Hainaut, mais installée depuis la fin du XVIe siècle à Liège. Son grand-père avait été élu quatre fois en tant que bourgmestre de Liège et son père, Pierre-Rémy de Chestret, était avocat et Greffier à la cour de justice de Liège. Jean-Remy, quant à lui, se dirigea d’abord vers une carrière militaire. En 1756, il participa à la guerre de Sept Ans, en tant qu’officier dans le régiment d'Horion. 
Il se montra favorable aux « idées françaises » et fit partie des chefs, avec Bassenge et Fabry, des « patriotes liégeois », en conflit avec le « tyran de Seraing ». Le prince-évêque Hoensbroeck fut contraint à l’exil, mais revint sur le trône épiscopal l’année suivante grâce à l’armée autrichienne. Le prince-évêque chassa la nouvelle administration élue dont Chestret faisait partie. Il dut s’exiler en Hollande pour éviter la répression et tous ses biens furent confisqués par le prince-évêque. 
À la suite de la victoire française de Jemmappes, les troupes autrichiennes et le prince-évêque sont expulsés de la Principauté et des Pays-Bas méridionaux. Il fut élu comme suppléant à la Convention nationale liégeoise et à la municipalité de la ville.
Lorsque la réunion du pays de Liège à la France fut proclamée, il se mit sur les rangs pour la législature, mais essuya un échec.
Le 18 frimaire an XII, il est élu par le Sénat conservateur pour représenter le département de l’Ourthe au Corps législatif, où il remplit les fonctions de secrétaire. C'est en cette qualité qu'il eut l'honneur de signer les premiers livres du Code civil.
Chestret avait reçu le titre de commandant de la garde d’honneur du Premier Consul.
Chestret fut le sujet, en 1790, d'un couplet du Valeureux Liégeois, le chant national des Liégeois.

## Sources
- « Jean-Remy de Chestret », dans Adolphe Robert et Gaston Cougny, Dictionnaire des parlementaires français, Edgar Bourloton, 1889-1891 [détail de l’édition].